# I don't obey〜僕らのプライド〜
「I don't obey〜僕らのプライド〜」（アイドントオベイ〜ぼくらのプライド〜）は、Dream5のデビューシングル。2009年11月4日にavex traxから発売された。

## 解説
- Dream5のデビューシングル。
- CDとDVDがセットになっているバージョンと、CDのみのバージョンの2種類が発売された。

## 収録曲
CD
1. I don't obey 〜僕らのプライド〜 [4:39]
（作詞・作曲・編曲:m.c.A・T）
日本語に訳すと「私は服従しない」という意味のタイトルである。そのタイトルの通り、大人に頼らず自分自身の力でどんどん前に進んで行こうと子供に向けたメッセージが込められた曲となっている。
2009年10月に天才てれびくんMAX内のコーナー「ミュージックてれびくん」で流された。
振付はKABA.ちゃんが担当。後に発売されたミニアルバム｢RUN TO THE FUTURE」にも収録されている。
2. JUMPIN' TO THE SKY [5:07]
（作詞：Kiichi 作曲：塚田良平 編曲：平間あきひこ）
当初は振付が存在しない曲だったが、当時てれび戦士の脇菜々香により振付が作られた。
サビの部分では、観客も手を左右に振る振付がある。
3. I don't obey 〜僕らのプライド〜（Instrumental）[4:40]
4. JUMPIN' TO THE SKY（Instrumental）[5:04]

DVD
1. I don't obey〜僕らのプライド〜（Music Video）